# Jimmy Stewart (autóversenyző)
James Robert Stewart (1931. március 6. – 2008. január 3.) brit autóversenyző, a háromszoros Formula–1-es világbajnok Jackie Stewart bátyja.

## Pályafutása
1953-ban több Formula–1-es versenyen is rajthoz állt. Részt vett a világbajnoki brit nagydíjon is. A futamon nem ért célba, hetvenkilenc kör megtétele után kicsúszott.
1955-ben Silverstone-ban balesetet szenvedett, ami után visszavonult az autóversenyzéstől.

## Eredményei

### Teljes Formula–1-es eredménylistája
(Táblázat értelmezése)

(Félkövér: pole-pozícióból indult; dőlt: leggyorsabb kört futott) 

| Év   | Csapat        | Modell     | Motor              | 1   | 2   | 3   | 4   | 5   | 6      | 7   | 8   | 9   | Helyezés | Pont |
| ---- | ------------- | ---------- | ------------------ | --- | --- | --- | --- | --- | ------ | --- | --- | --- | -------- | ---- |
| 1953 | Ecurie Ecosse | Cooper T20 | Bristol Straight-6 | ARG | 500 | NED | BEL | FRA | GBR Ki | GER | SUI | ITA | -        | 0    |

## Külső hivatkozások
- Profilja a grandprix.com honlapon (angolul)
- Profilja a statsf1.com honlapon (angolul)
- Profilja a driverdatabase.com honlapon (angolul)

1. ↑  http://uk.eurosport.yahoo.com/04012008/58/jimmy-stewart-dies.html